# Filmasia
Filmasia je asijský filmový festival, pořádaný v Praze od roku 2005. Koná se vždy na přelomu listopadu a prosince v pražských kinech Aero a Světozor. Ředitelkou festivalu je Karla Stojáková z produkční společnosti Axman Production. Dosud festival promítal např. filmy Tsai Ming-lianga, Bong Joon-hoa, Hou Hsia-hsiena, Takešiho Miikeho, Paka Čchan-uka, Lee Chang-donga, Johnieho To, Takešiho Kitana, Hajaa Mijazakiho, Andrewa Laua nebo Kim Ji-woona.